# Got to Be Tough
Got to Be Tough est un album de reggae de Toots and the Maytals sorti en 2020.
| No  | Titre                    | Durée |
| --- | ------------------------ | ----- |
| 1.  | Drop Off Head            |       |
| 2.  | Just Brutal              |       |
| 3.  | Got To Be Tough          |       |
| 4.  | Freedom Train            |       |
| 5.  | Warning Warning          |       |
| 6.  | Good Thing That You Call |       |
| 7.  | Stand Accuse             |       |
| 8.  | Three Little Birds       |       |
| 9.  | Having A Party           |       |
| 10. | Struggle                 |       |

## Récompenses
L'album remporte le Grammy Award du meilleur album de reggae en 2021.